# Faccia a faccia (Klasse Kriminale)
Faccia a faccia è il secondo album studio della Oi! band Klasse Kriminale.

## Formati e ristampe
L'album venne inizialmente stampato su LP, CD e Cassetta, successivamente ha avuto le seguenti ristampe
- 1996 su CD dalla "Knock Out Records" insieme all'album Ci incontreremo ancora un giorno
- 1996 su Picture Disc dalla "Knock Out Records"
- 1998 su Cassetta dalla "Carry On Oi!" insieme all'album Ci incontreremo ancora un giorno
- 2004 su CD e Cassetta "Neuroempire Records" con l'aggiunta dei pezzi: Oi! Fatti una Risata, I Kids Devono Rimanere Liberi, Din Don Dan, Bad Man, Ci Incontreremo Ancora un Giorno

## Brani
1. Mangia i Ricchi
2. Quanti Altri Come Te
3. Si Beve e Si Ride
4. Oi! Siamo Tu ed Io Vincenti
5. Runnin' Riot
6. Politicanti
7. So Che Sono lo Stesso
8. Lungo il Fiume
9. Ragazzi Come Tu e Me
10. Uniti Sempre Divisi Mai
11. Leggi
12. Faccia a Faccia
13. Cow-Punk Simphony
14. Johnny Too Bad